# 3Dクラシックス
3Dクラシックス（スリーディークラシックス、3D Classics）は、ニンテンドー3DSのソフトラインナップの1つ。任天堂とアリカの共同開発。ニンテンドーeショップでダウンロード販売されている。

## 概要
過去のクラシックゲームを3DS用に立体視で再現したもので、主にファミリーコンピュータ版をベースに移植、立体化にあたって違和感の無いように細部に調整が加えられている。
横スクロールのゲームはワイド画面対応、縦スクロールのゲームは両サイドに枠（雲など）が施されているほか、（大半のゲームでは）スコア表示が下画面に移っている。
アーバンチャンピオンのみ、2人同時プレイ（ローカルプレイ）に対応している。

## ラインナップ
- 2011年6月7日 - 3Dクラシックス エキサイトバイク[注 2]
- 2011年6月7日 - 3Dクラシックス ゼビウス
- 2011年7月13日 - 3Dクラシックス アーバンチャンピオン
- 2011年8月10日 - 3Dクラシックス ツインビー
- 2012年1月18日 - 3Dクラシックス 光神話 パルテナの鏡[注 3]
- 2012年4月25日 - 3Dクラシックス 星のカービィ 夢の泉の物語